# Židovská brána (Kyjev)
Židovská brána, někdy také Lvovská brána (ukrajinsky Жидівська ворота, Žydivs'ka vorota či Львівська ворота, L'vivs'ka vorota) byla jednou ze tří bran kyjevského opevnění v období 11. století, kdy byl Kyjev hlavním městem Kyjevské Rusi. Brána se nacházela na dnešním Lvovském náměstí a je zde plánován výstup ze stanice kyjevského metra pojmenované dle brány, Lvivska Brama, počeštěně Lvovská brána.

## Historie
Brána byla postavena v roce 1037 na severozápadním cípu města Jaroslava. Byla pojmenována buď dle židovské čtvrti či dle židovské ulice. Po nájezdech mongolů na Rus, byla stará Židovská brána zničena a na jejím místě byla postavená nová, Lvovská, která nesla název dle cesty, která vedla přes bránu do města Lvov. V roce 1835 byla přejmenována na Žytomyrskou a v 19. století byla brána nakonec rozebrána a bylo na jejím místě postaveno náměstí, dnešní Lvovské náměstí.